# Србија у ритму Европе 2022.
Србија у ритму Европе 2022.  је дечије музичко такмичење које је одржано 15. октобра 2022. године у Србобрану захваљујући победи Вељка Голуба 2021. године са песмом „Arcade” Данкана Лоренса. Победнице такмичења су Васкрсија Ковачевић и Марија Алексић, представнице града Зрењанина, које су извеле песму „My Life Is Going On” од шпанске певачице Сесилије Крул. Такмичење је уживо емитовано на Првој српској телевизији.

## Формат
Дечије музичко такмичење "Ритам Европе" које се емитује на телевизији са националном покривеношћу има традицију дугу 12 година и подржано је од стране амбасадора земаља Европе, Израела и Аустралије. Окупља децу и омладину узраста од 14 до 21 године, која поред свог града или општине представљају и певају на језику једне од земаља Европе, Израела и Аустралије. Укупан број градова представника, односно такмичара је највише 24 у једној земљи а најмање 12. Представници града или општине бирају се преко аудиција, а сам процес припреме за такмичење траје 7-9 месеци. Победник такмичења одређује се сабирањем СМС гласова, гласова жирија градова учесника и стручног жирија додељеног од стране фестивала “Ритам Европе”. Директор програма "Србија у ритму Европе" је Игор Карадаревић. 
На такмичењу је учествовало двадесет две општине и града из Србије, а разлика у односу на претходну годину је то што су се такмичари представити у наступу уживо, уместо кроз спотове какав је то случај био на такмичењу Србија у ритму Европе 2021.

## Учесници
На такмичењу је учествовало 22 градова и општина.
| Општина/град    | Држава     | Извођач(и)‍                            | Песма‍                | Реф           |
| --------------- | ---------- | ------------------------------------- | -------------------- | ------------- |
| Апатин          | Кипар      | Зорана Мрђа                           | El Diablo            | [ 5 ] [ 6 ]   |
| Бабушница       | Бугарска   | Анђела Станимировић                   | Tears Getting Sober  | [ 7 ]         |
| Баточина        | Турска     | Јован Арсић                           | For Real             |               |
| Бачки Петровац  | Швајцарска | Тамара Нинић                          | Répondez-moi         |               |
| Бољевац         | Грчка      | Милица Трујић                         | Oniro mou            | [ 8 ]         |
| Босилеград      | Израел     | Мартин и Милкица Дионисијев           | Hava Nagila          | [ 9 ]         |
| Врбас           | Француска  | Нађа Унчанин                          | Dernière Danse       | [ 10 ]        |
| Горњи Милановац | Норвешка   | Софија Ранисављевић                   | Wild                 | [ 4 ]         |
| Зрењанин        | Шпанија    | Марија Алексић и Васкрсија Ковачевић  | My Life Is Going On  | [ 11 ]        |
| Кикинда         | Јерменија  | Ена Гогић                             | Qami Qami            | [ 12 ]        |
| Крагујевац      | Аустралија | Павле Васиљевић                       | Don’t Come Easy      | [ 13 ] [ 14 ] |
| Лебане          | Сан Марино | Олга Вукадиновић                      | Adrenalina           | [ 15 ]        |
| Лепосавић       | Шведска    | Теодора Станојевић и Михајло Вељковић | Heroes               | [ 16 ]        |
| Медвеђа         | Немачка    | Миљана Стојановић                     | Satelite             | [ 17 ] [ 18 ] |
| Нова Црња       | Мађарска   | Тамара Звекић и Милица Кондић         | What About My Dreams |               |
| Нови Сад        | Португал   | Сара Тодоровић                        | Saudade, Saudade     |               |
| Рача            | Италија    | Сара Марковић                         | Simili               | [ 19 ]        |
| Сомбор          | Белгија    | Димитрије Костић                      | Miss You             | [ 20 ]        |
| Србобран        | Србија     | Вељко Голуб и Биљана Јацић            | Очи Медузе           | [ 21 ]        |
| Топола          | Аустрија   | Наталија Николић                      | Under Water          | [ 22 ]        |
| Ћуприја         | Чешка      | Анђела Урошевић                       | Lights Off           | [ 23 ]        |
| Шид             | Азербејџан | Теодора Стојшић                       | Mata Hari            | [ 24 ]        |

## Резултати
| Р. бр. | Општина/град    | СМС | Жири | Укупно | Место |
| ------ | --------------- | --- | ---- | ------ | ----- |
| 1.     | Баточина        | 8   | 10   | 9      | 14.   |
| 2.     | Лебане          | 11  | 21   | 18     | 5.    |
| 3.     | Бољевац         | 10  | 16   | 13     | 10.   |
| 4.     | Медвеђа         | 3   | 4    | 1      | 22.   |
| 5.     | Зрењанин        | 22  | 18   | 22     | 1.    |
| 6.     | Врбас           | 20  | 20   | 21     | 2.    |
| 7.     | Бачки Петровац  | 9   | 17   | 14     | 9.    |
| 8.     | Рача            | 13  | 3    | 6      | 17.   |
| 9.     | Крагујевац      | 7   | 19   | 16     | 7.    |
| 10.    | Сомбор          | 2   | 15   | 8      | 15.   |
| 11.    | Нови Сад        | 16  | 5    | 11     | 12.   |
| 12.    | Србобран        | 15  | 1    | 5      | 18.   |
| 13.    | Кикинда         | 18  | 13   | 17     | 6.    |
| 14.    | Горњи Милановац | 1   | 8    | 3      | 20.   |
| 15.    | Лепосавић       | 5   | 11   | 7      | 16.   |
| 16.    | Ћуприја         | 14  | 7    | 10     | 13.   |
| 17.    | Босилеград      | 12  | 14   | 15     | 8.    |
| 18.    | Апатин          | 17  | 22   | 20     | 3.    |
| 19.    | Шид             | 19  | 6    | 12     | 11.   |
| 20.    | Топола          | 21  | 12   | 19     | 4.    |
| 21.    | Нова Црња       | 6   | 2    | 2      | 21.   |
| 22.    | Бабушница       | 4   | 9    | 4      | 19.   |